# Господарська асоціація
В Україні асоціація є організаційно-правовою формою об'єднань підприємств і є різновидом господарського об'єднання.
Асоціація — договірне об'єднання, створене з метою
постійної координації господарської діяльності підприємств, що
об'єдналися, шляхом централізації однієї або кількох виробничих та
управлінських функцій, розвитку спеціалізації і кооперації
виробництва, організації спільних виробництв на основі об'єднання
учасниками фінансових та матеріальних ресурсів для задоволення
переважно господарських потреб учасників асоціації. У статуті
асоціації повинно бути зазначено, що вона є господарською
асоціацією. Асоціація не має права втручатися у господарську
діяльність підприємств — учасників асоціації. За рішенням
учасників асоціація може бути уповноважена представляти їх
інтереси у відносинах з органами влади, іншими підприємствами та
організаціями.
Діяльність асоціацій в Україні регламентується Господарським кодексом України. Утворення асоціації може потребувати попередньої згоди Антимонопольного комітету України відповідно до Положення про концентрацію.